# Alça Viária do Pará
A rodovia PA-483, também chamada Alça Viária do Pará, é um complexo viário brasileiro de pontes e estradas do estado brasileiro do Pará inaugurado em 2002, com cerca de 74 km de rodovias e 4,5 km de pontes, construídas para integrar a Região Metropolitana de Belém ao interior do estado.
O complexo se inicia na rodovia BR-316, no município de Marituba, e termina no município de Barcarena. Considerada uma das mais importantes rodovias do estado, possibilita a ligação as várias cidades e localidades das regiões sudeste e nordeste paraense. Além disso, é importante ligação entre os polos industriais de Barcarena, Marituba e Ananindeua.
Dá acesso as rodovias BR-316, PA-151 e PA-481. Serve de ligação ao porto de Vila do Conde (Barcarena), garantindo o escoamento da produção estadual.

## Percurso
Através da rodovia, é possível ter acesso a cidades próximas, balneários, comunidades e distritos.
- Marituba (Km 0, início da Alça Viária, no KM-10,7 da BR-316)[5]
- Acará (acesso a sede do município pela rodovia Perna Sul e PA-252)[6]
- Moju (acesso a sede do município pela PA-155 e PA-252).
- Porto do Arapari - travessia da balsa Belém-Barcarena (acesso pela PA-481)
- Abaetetuba (acesso pela PA-151)
  - Distrito de Beja
- Igarapé-Miri (acesso pela PA-151)
- Barcarena
  - Trevo do Peteca - acesso ao Porto de Vila do Conde
  - Polo Industrial em Barcarena
  - Distrito de Murucupi

## Galeria

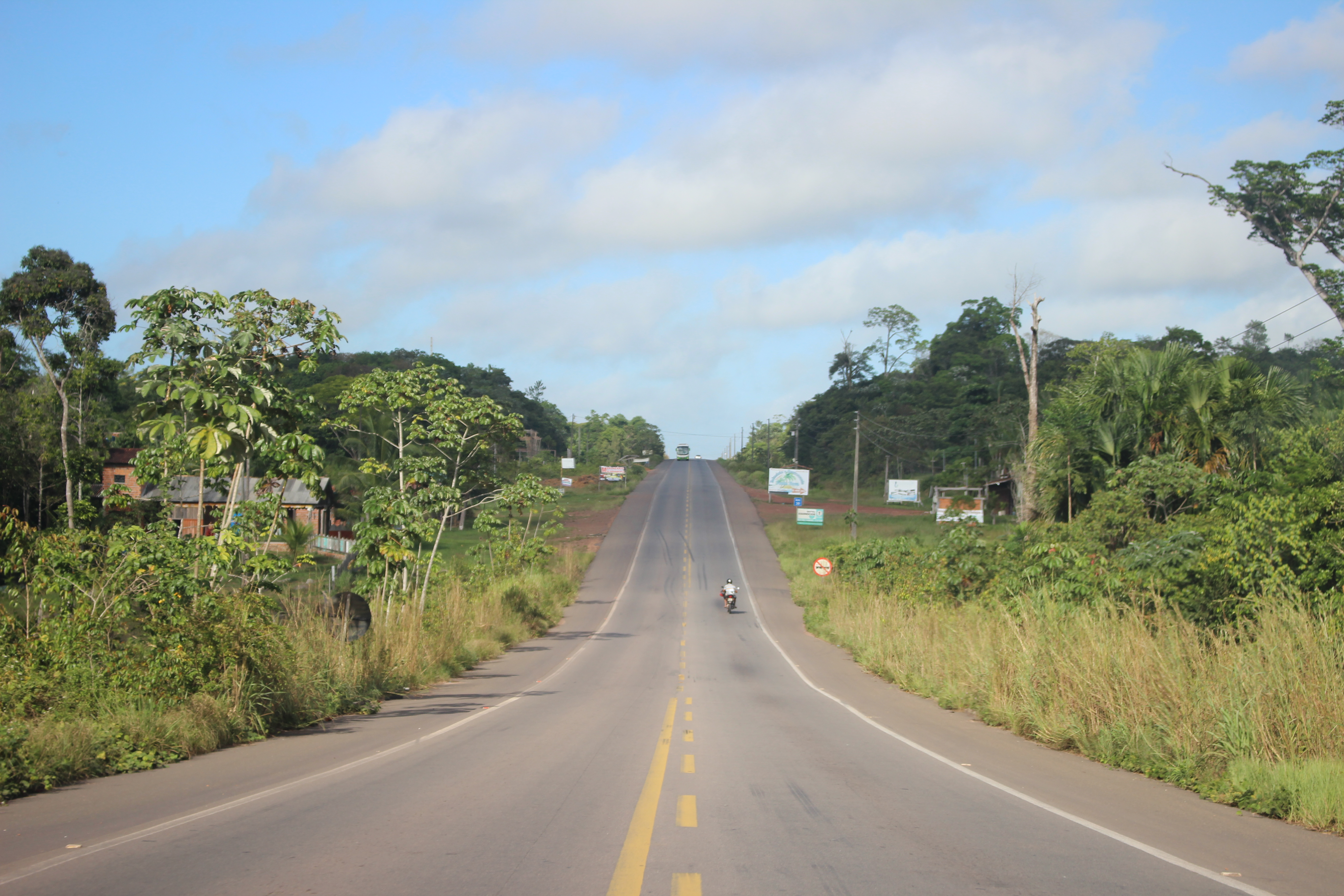
Alça Viária na altura do Km 30,trecho no município de Acará.
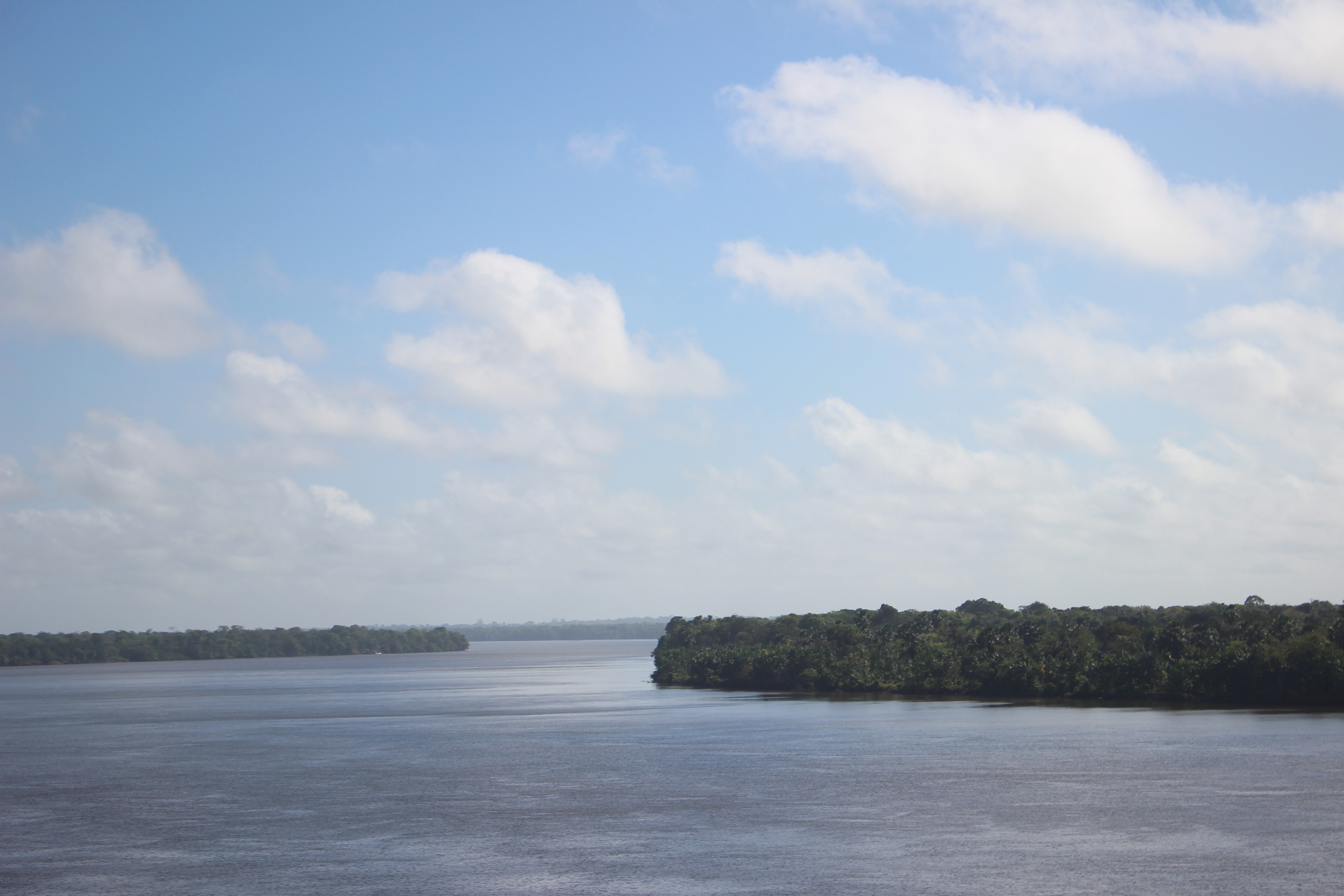
Rio Moju visto a partir da ponte na Alça Viária.
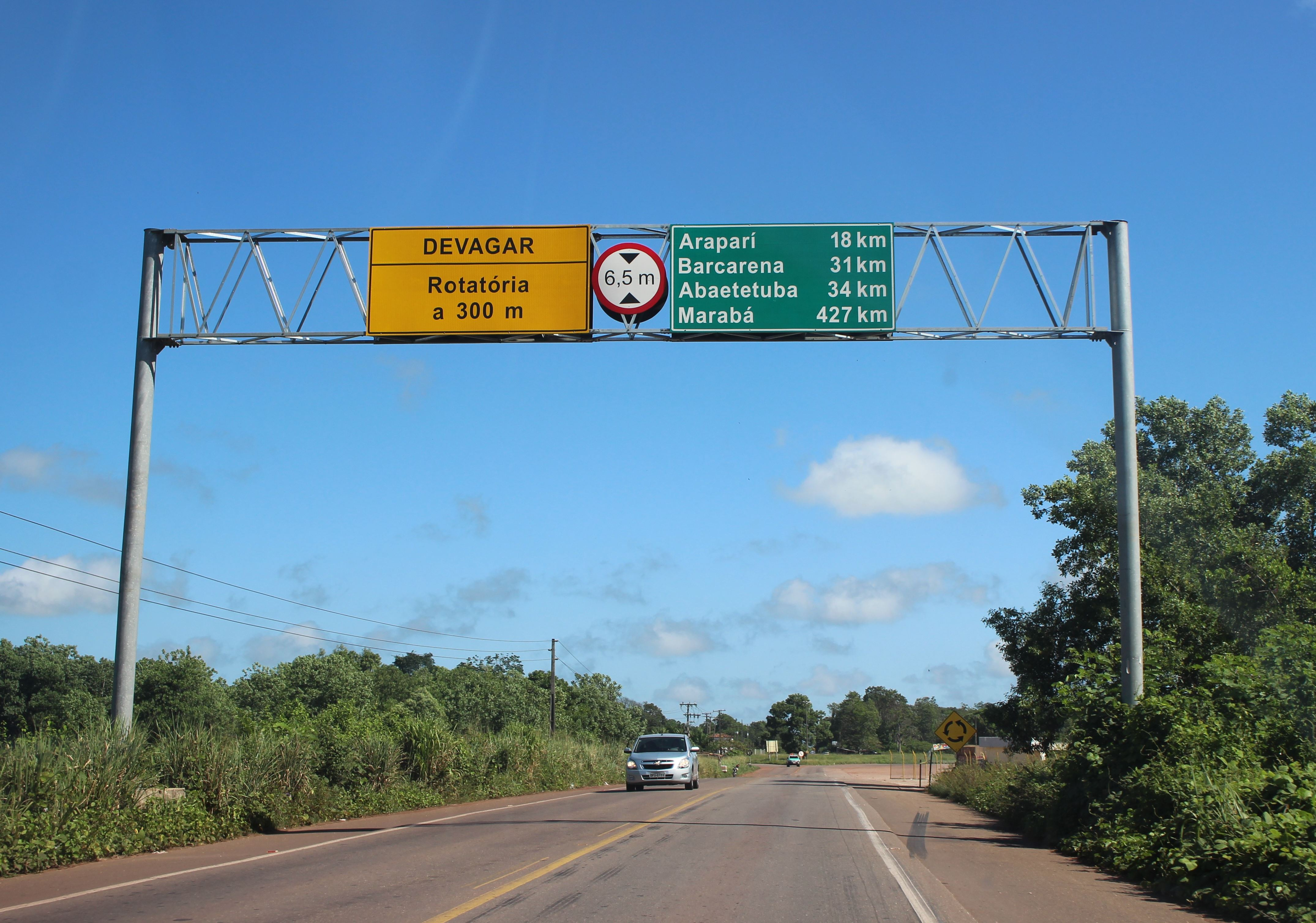
Trecho da Alça Viária,próximo ao entroncamento das rodovias PA-481 e PA-151.
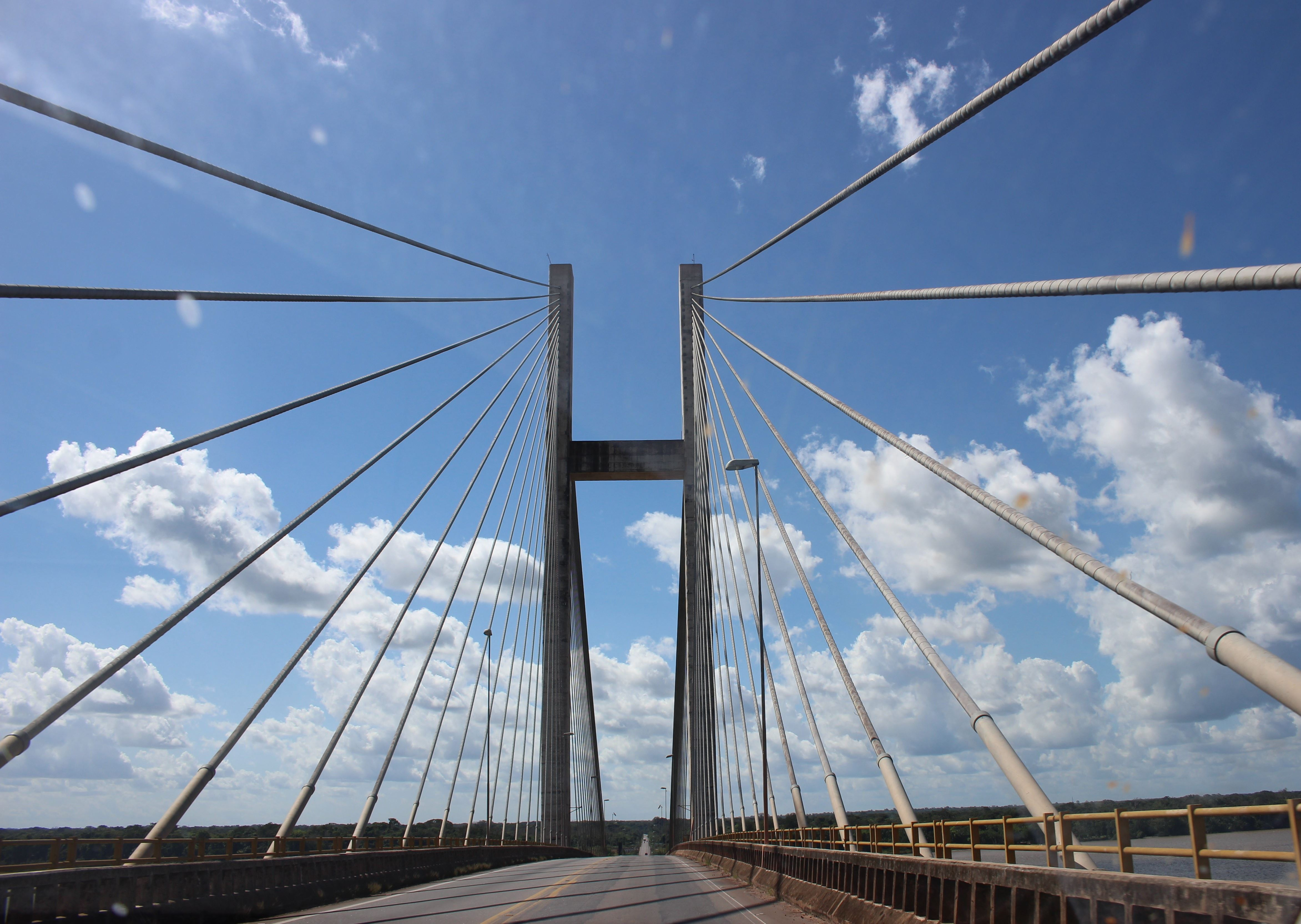
Ponte Almir Gabriel sentido Acará.
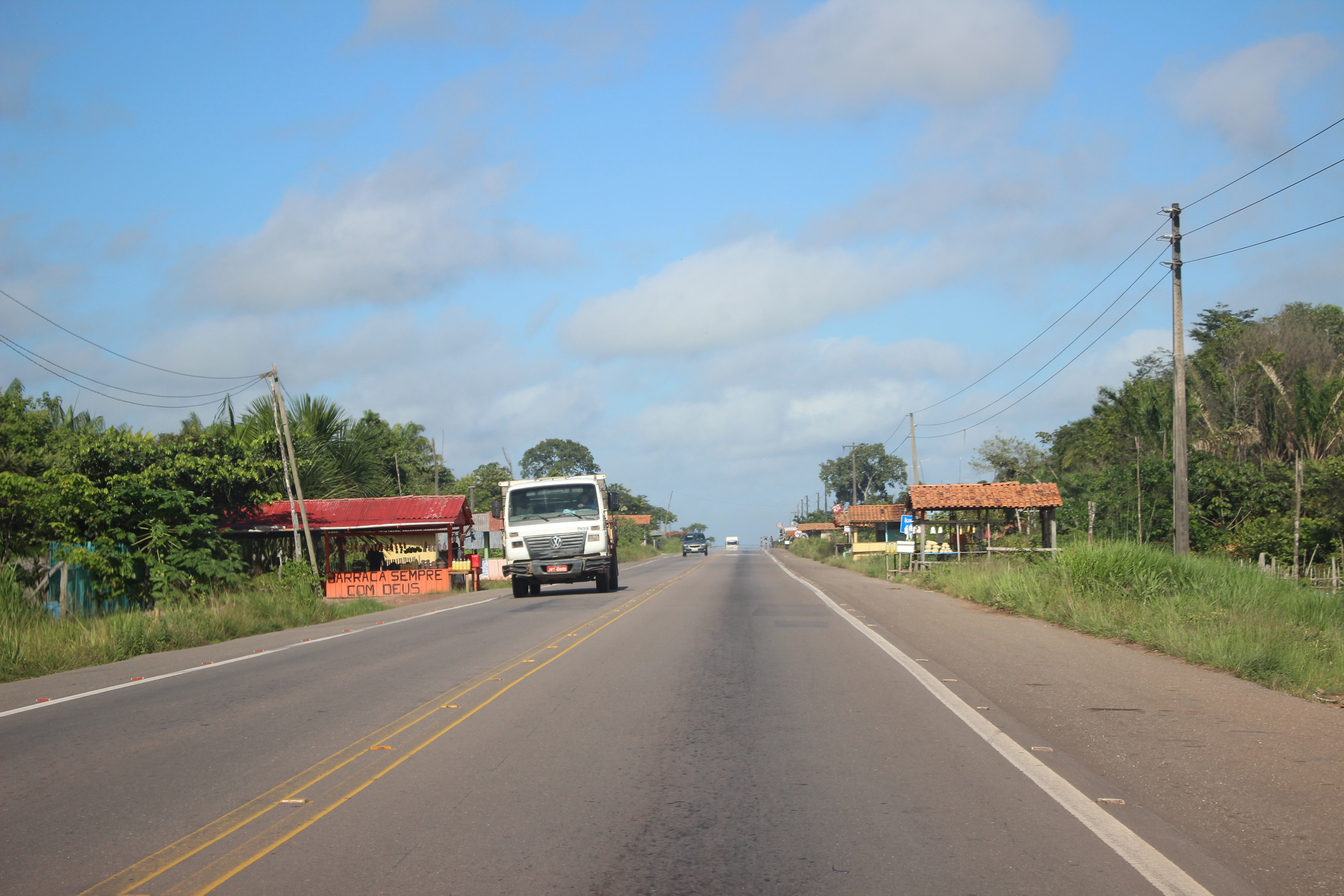
Trecho da Alça Viária no Km 40.
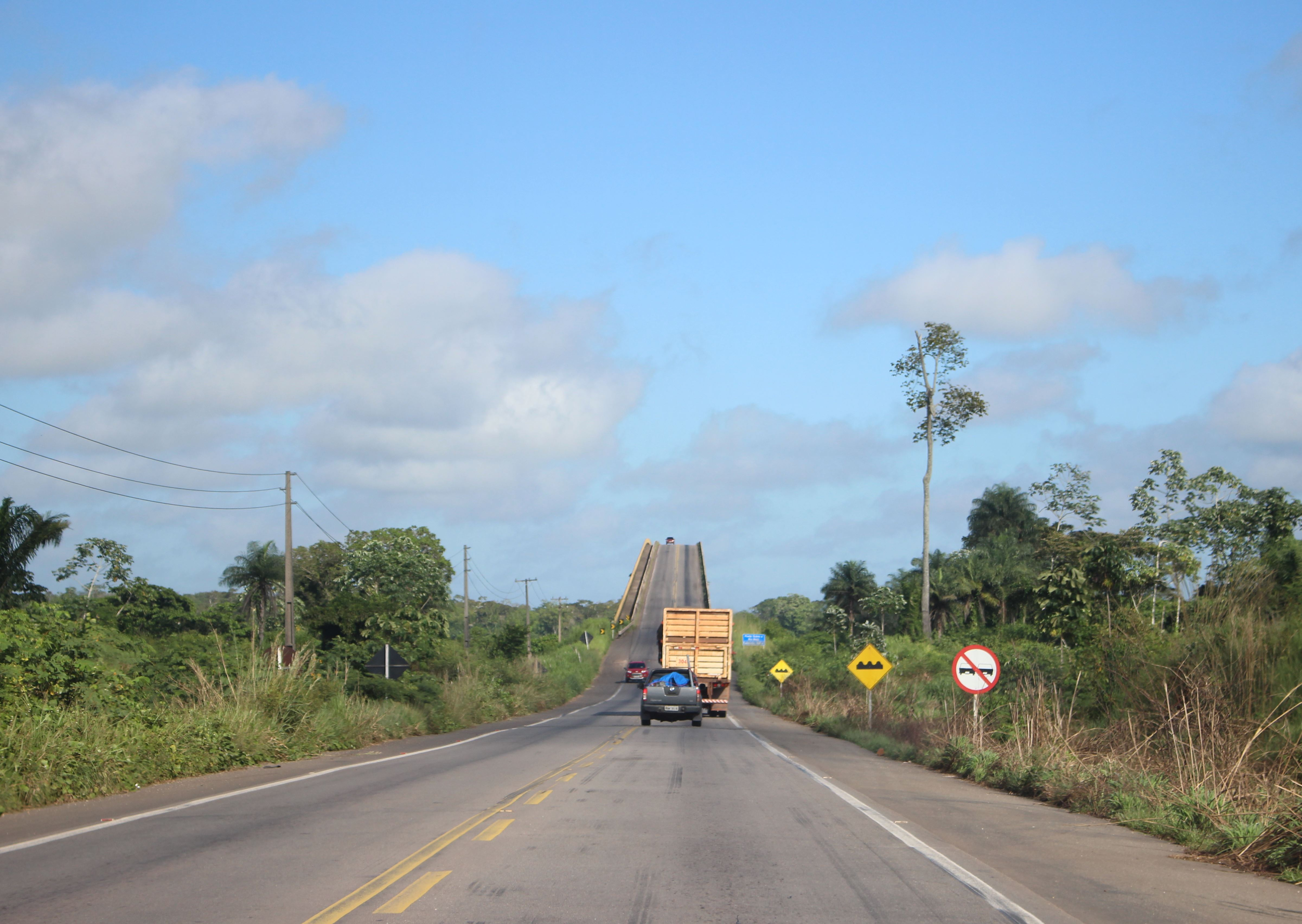
Inicio da ponte sobre o Rio Moju sentido Barcarena.